# Janusz Mierzwa
Janusz Mierzwa (ur. w 1978 w Krakowie) – polski historyk i muzealnik, profesor w Instytucie Historii Uniwersytetu Jagiellońskiego.

## Życiorys
W 1997 ukończył II Liceum Ogólnokształcące im. Króla Jana III Sobieskiego w Krakowie. Specjalizuje się w historii politycznej, społecznej i administracji Polski XX wieku oraz biografistyce. Stopień naukowy doktora uzyskał w 2003 na podstawie rozprawy pt. Pułkownik Adam Koc. Zarys biografii politycznej (promotor Czesław Brzoza). Stopień naukowy doktora habilitowanego uzyskał w 2014 na podstawie rozprawy pt. Starostowie Polski międzywojennej. Portret zbiorowy.
Członek Rady Naukowej kwartalnika „Niepodległość i Pamięć”, sekretarz redakcji „Zeszyty Naukowe Uniwersytetu Jagiellońskiego. Prace Historyczne”.
Od 2020 zastępca dyrektora Instytutu Historii UJ ds. ogólnych, a od 1 września 2024 jego dyrektor. W latach 2010–2017 sekretarz Zarządu Instytutu Józefa Piłsudskiego w Warszawie. W latach 2013–2015 był dyrektorem Muzeum Armii Krajowej im. gen. Emila Fieldorfa „Nila” w Krakowie, a w latach 2014–2018 członkiem Rady Muzeum PRL (w organizacji).
W 2020 zdobywca I Nagrody w Konkursie Książka Historyczna Roku im. Karola Modzelewskiego (wspólnie z Piotrem Cichorackim, Joanną Dufrat i Piotrem Rucińskim za pracę Oblicza buntu społecznego w II Rzeczypospolitej doby wielkiego kryzysu (1930–1935). Uwarunkowania, skala, konsekwencje, Kraków 2019). W 2020 nominowany do Nagrody Historycznej Polityki  w kategorii "Wydawnictwo źródłowe" (wspólnie z Piotrem Cichorackim, Joanną Dufrat i Piotrem Rucińskim za pracę Rzeczpospolita niedoskonała. Dokumenty do historii buntu społecznego w latach 1930–1935, Łomianki-Kraków 2019), a w 2013 finalista konkursu Książka Historyczna Roku im. Oskara Haleckiego (za książkę Starostowie Polski międzywojennej. Portret zbiorowy, Kraków 2012).
Odznaczony m.in. medalem „Pro Patria”.

## Publikacje
- Słownik biograficzny starostów Drugiej Rzeczypospolitej, t. II, Łomianki 2022;
- Konstytucja marcowa 1921, Warszawa 2021;
- Oblicza buntu społecznego w II Rzeczypospolitej doby wielkiego kryzysu (1930–1935). Uwarunkowania, skala, konsekwencje, Kraków 2019 (wspólnie z Piotrem Cichorackim i Joanną Dufrat);
- Rzeczpospolita niedoskonała. Dokumenty do historii buntu społecznego w latach 1930–1935, Łomianki-Kraków 2019 (wspólnie z Piotrem Cichoracki, Joanną Dufrat i Piotrem Rucińskim);
- 100 lat samorządowych wspólnot powiatowych (1918–2019), Warszawa-Kraków-Bochnia 2019 (wspólnie z Rafałem Rudką)[12];
- Słownik biograficzny starostów Drugiej Rzeczypospolitej, t. I, Łomianki 2018;
- Żołnierze Legionów Polskich i Polskiej Organizacji Wojskowej w służbie Polskiego Państwa Podziemnego i Armii Krajowej (wstęp i opracowanie wspólnie z Przemysławem Wywiałem), Kraków 2016;
- Starostowie Polski międzywojennej. Portret zbiorowy, Kraków 2012, ISBN 978-83-62261-54-3, OCLC 8435274426;
- W.M. Zawadzki, Dziennik, Kraków 2010 (wstęp i opracowanie);
- Pułkownik Adam Koc. Biografia polityczna, Kraków 2006;
- A. Koc, Wspomnienia, Wrocław 2005 (wstęp i opracowanie).